# Wolfgang Mitterer

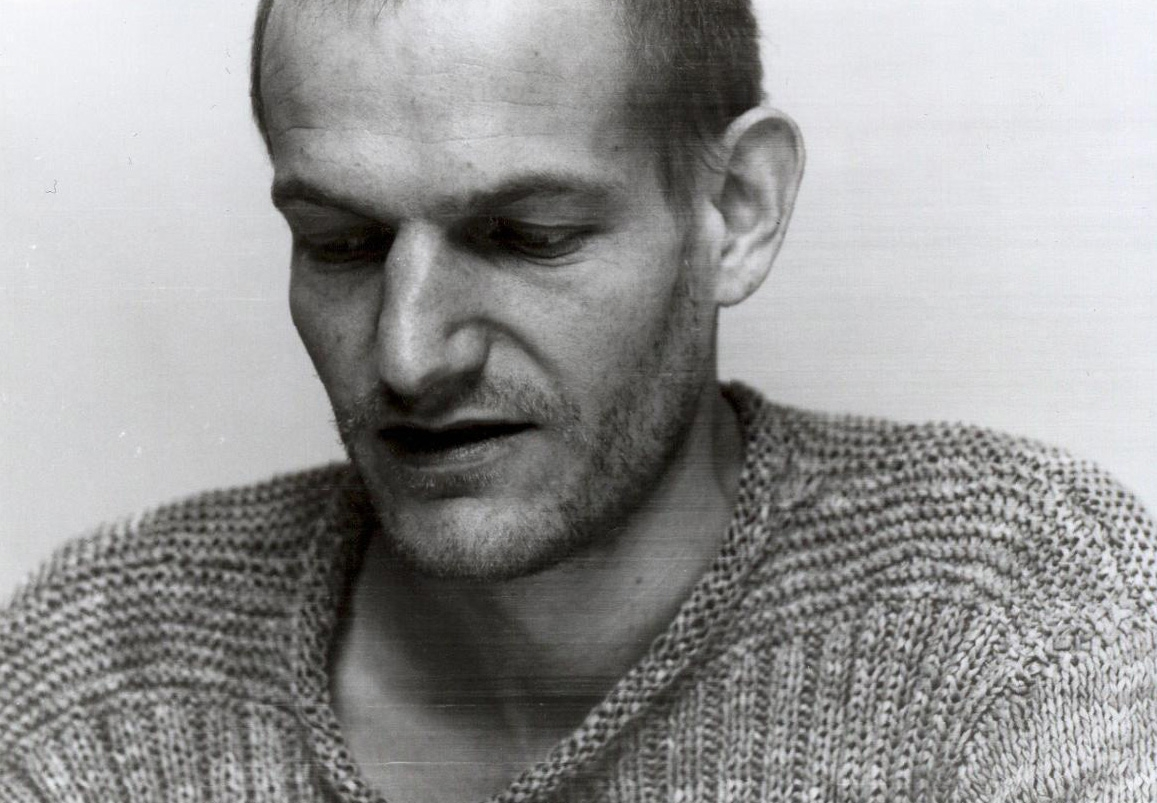
Wolfgang Mitterer (undatiert)

Wolfgang Mitterer (* 6. Juni 1958 in Lienz, Osttirol) ist ein österreichischer Komponist und Musiker (Orgel, Keyboard).

## Leben und Werk

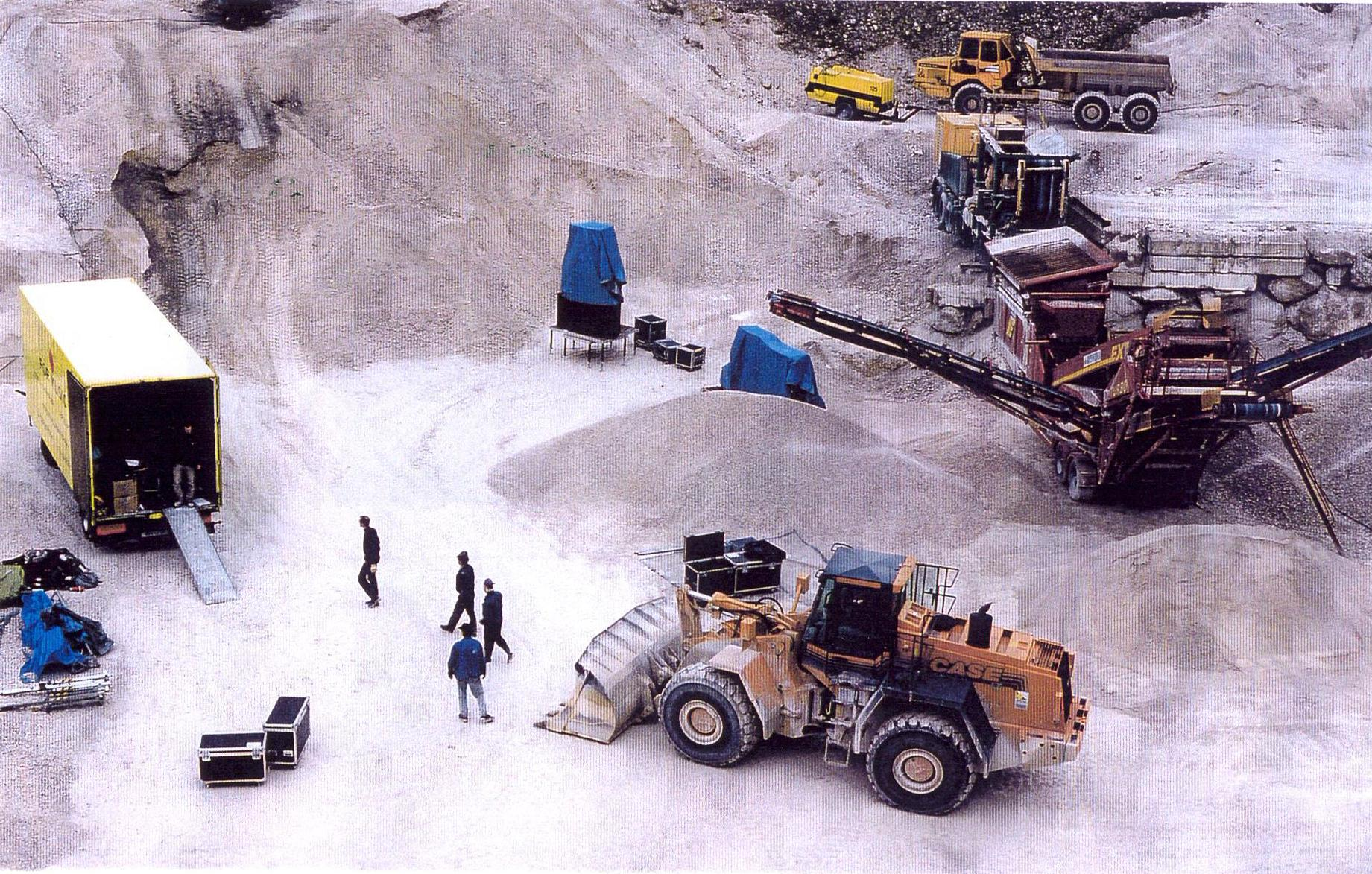
Vertical Silence

Wolfgang Mitterer studierte 1977 in Graz bei Otto Bruckner, anschließend von 1978 bis 1983 an der Musikhochschule in Wien Orgel bei Herbert Tachezi und Komposition bei Heinrich Gattermeyer, bevor er 1983 ein Jahr am Elektronmusikstudion (EMS) in Stockholm absolvierte. Es folgten Studienaufenthalte als Stipendiat in Rom 1988 und in Berlin in den Jahren 1995/96. 1991 gründete Mitterer das Label Olongapo.
Mitterer gilt als einer der wichtigsten zeitgenössischen österreichischen Komponisten und Pionier auf dem Gebiet der Elektroakustischen Musik. Heute arbeitet er viel mit anderen Künstlern zusammen, häufig mit internationalen Improvisations- und Jazzmusikern wie Wolfgang Puschnig, Wolfgang Reisinger, Linda Sharrock, Klaus Dickbauer, Sainkho Namtchylak, Tscho Theissing, Tom Cora, Ernst Reijseger, Hōzan Yamamoto, Roscoe Mitchell, Georg Breinschmid, David Liebman, David Moss, Max Nagl, Achim Tang, Patrick Pulsinger, Christof Kurzmann, Christian Fennesz, Marc Ducret, Franz Koglmann, Louis Sclavis, Harry Pepl und weitere.
Mitterer tritt außerdem als Organist auf, wo er neben eigenen unter anderem Werke von Bach, Messiaen und Ligeti interpretiert. Er spielte in Off-Location wie in einem Steinbruch und in einer stillgelegten Festungsanlage in Tirol. Ebenso agierte er bei den Donaueschinger Musiktagen, dem Steirischen Herbst, wie auch bei den Darmstädter Ferienkursen.
Wolfgang Mitterer schreibt neben Klanginstallationen und zahlreichen elektronischen Collagen auch Kammermusik, szenische Werke, auch Opern, ein Klavierkonzert und Musik für Orchester und Orgel. Zudem arbeitet er an experimentellen Filmen, Hörspielen und Theatern, hat Stummfilme live vertont, aber auch Musik für die Shows einer Modedesignerin komponiert.
Wolfgang Mitterer war Lehrbeauftragter an der Wiener Musikuniversität sowie an den Darmstädter Ferienkursen für Neue Musik. Er ist außerdem Aufsichtsratsmitglied der austro mechana.

## Schaffen und Werke
Wolfgang Mitterer arbeitet und komponiert im Bereich der kollektiven Improvisationsmusik, spielt Orgel und mit elektronischen Instrumenten. Raumbezogenheit, die er häufig in seinen Titel vertonte, gab Werken wie beispielsweise „Waldmusik“, „silbersandmusik“, „Turmbau zu Babel“, „horizontal noise“, „vertical silence“ und „Labyrinth 6–11“ besondere Gestalt. Daran arbeiteten teilweise bis zu 100 Leute, außerdem wurden viele traditionelle Klangkörper, wie Blasmusikkapellen und Gesangvereine, eingesetzt. Diese Projekte entstanden letztendlich durch Wolfgang Mitterers Aufnahmen in unterschiedlichster musikalischen Genres und durch gemeinsame Auftritte mit Vertretern der DJ-Szene und Konzerten, aber auch durch neues Vertonen klassischer Stücke von Bach bis Schubert.
Wolfgang Mitterer arbeitet auch an szenischen und dramatischen Produktionen, deren Texte er teils selber zusammenstellt und adaptiert, wie etwa bei „Ka und der Pavian“, basierend auf dem Ägyptischen Totenbuch und bei „Massacre“, basierend auf Religionsmorden aus dem 16. Jahrhundert nach Christopher Marlowe oder dem Liederzyklus „Im Sturm“ basierend auf Liedern von Franz Schubert.
Für den Spielfilm Thank You for Bombing schrieb er 2015 die Filmmusik, ebenso für den Dokumentarfilm Untitled (2017) und Die Kinder der Toten (2019).

## Auszeichnungen
- 1986 Preis der deutschen Schallplattenkritik
- 1989 Staatsstipendium für Komposition
- 1990 Anerkennungspreis des Prix Ars Electronica
- 1992 Max Brand-Preis
- 1995 Emil-Berlanda-Preis
- 1995 Prix Futura Berlin
- 2002 Tiroler Landespreis für Kunst
- 2004 Preis der Stadt Wien für Musik[3]
- 2005 Erste-Bank-Kompositionspreis
- 2008 Prix italia
- 2014 Österreichischer Kunstpreis für Musik[4]
- 2018 Österreichischer Filmpreis in der Kategorie Beste Musik für Untitled[5]
- 2020 Österreichischer Filmpreis in der Kategorie Beste Musik für Die Kinder der Toten

## Projekte/Werke
| - Für VC und Klav (5′) (für Cello und Klavier) - Fractals 13 (12′) (für 13 Musiker) - Fractals 3 (11′40″) (für Bass-Klarinette und Tonband) - Fractals 9 (11′30″) (für Drums und Elektronik) - Ostinato (1′29″) (für Saxophon und Elektronik) - Senza Cauda (16′) 2 variable Spieler - Composto (9′) (für Violoncello und Elektronik) - Larifari (4′) (für Oboe (Solo)) - Charivari (6′30″) (für Oboe und Elektronik) - Danza Saltata (8′) (für Oboe und Klavier) - Idee Fixe (7′) (für Violine, Oboe, Klarinette, Violoncello) - Idefix (7′) (für Violine, Oboe, Klarinette, Violoncello, Banjo, Klavier) - Farce (4′) (für Violine, Oboe, Banjo) - Nichts (12′) (für Sopran; mit 2 Tape-Recordern) - Bewegungen (12′) (für Klavier (Solo)) - Uluru 1 (14′) (für Klavier (Solo)) - Uluru 2 (11′15″) (für Klavier; mit Tonband) - Selbstähnlich (10′08″) (für Klavier, Orgelpositiv und Elektronik) - Facile (4′20″) (für Zither und Tonband) - String Quartet (60′) - Do not Touch it (6′) (für 6 Musiker) - Just an Idea of Something (7′) (für 6 Musiker) - Surfaces 1–5 (5′) (für 4 Spieler; mit Tonband) - Fisis (32′) (für Orchester, 5 Solisten, 3 Dirigenten) - Networds 1–5 (22′) (für 2 Violine, 2 Viola, Violoncello, Kontrabass, 2 Klarinetten, 1 Horn, 1 Klavier, 1 Schlagw.; mit 8-Kanal-Tonband) - Waldmusik (50′) (für Dialektsprecher, Sopran, 15 Hackbrettln, 3 Holzarbeiter; mit 8-Kanal-Tonband) - Turmbau zu Babel (55′) (für 4200 Sänger, 22 Schlagw., 8 Trompeten, 16 Hörner, 16 Posaunen, 8 Tubas; mit 8-Kanal-Tonband) - Modemusik 1 (32′11″) (mit 8-Kanal-Tonband) - Modemusik 2 (55′) (für Live-Elektronik) - Off Limits (für E-Gitarren, Stimme, 2 Schlagw., E-Bass, Elektronik; mit Tonband) - Broken Consort (für Stimme, Schlagw., Oboe, Tonbänder, Klavier und Elektronik) - Dirty Tones (für Violine, Klarinette, Violoncello, Elektronik) - More Dirty Tones (für 2 Schlagw., Klarinette, Elektroni) - Free Flow (für Bass-Klarinette, Klavier, Bass, Schlagw.; mit Tonbänder) - Reluctant Games (für Klavier und Elektronik) - Ab und zu (10′40″) (mit 2 Tonbänder) - Das Schattengedächtnis (20′07″) (für Stimme und Klavier; mit 4-Kanal-Tonband) | - Amusie (50′) (für Violine, Fagott, Oboe, Klarinette, Horn, Orgel, Elektronik) - Contracis (45′) (für variable Spieler mit Tonband) - Und träumte seltsam (14′) (für Sopran Solo, Chor, 9 Instrumente; mit Tonband) - Angelos (52′) (für Holzblasinstrumente, E-Gitarre, Orgel; mit Tonband) - Taktspende (9″) (für 9 Spieler) - With Usura (20′) (für 15 Schüler mit selbstgebastelten Instrumenten; mit 4 Kassettenrekordern) - Radio Fractal (42′) (für 4 DJ’s, Bass-Klarinette, E-Gitarre, 2 Schlagw., Stimmen; mit 8-Kanal-Tonbändern) - Beat Music (73′) (für 4 DJ’s, Bass-Klarinette, E-Gitarre, 2 Schlagw., Stimmen; mit 8-Kanal-Tonband) - Ka und der Pavian (75′) (für 3 Solisten, Chor, 2 Schlagw., 2 Violinen, 2 Violen, 2 Klarinetten, 2 Hörner, 2 Alt-Posaunen, Contrafagott; mit 16-Kanal-Tonband) - Silbersandmusik (55′) (für Vokalensemble, Kinderchor, 5 Blaskapellen, Bläserquintett; mit Mehrkanalband) - Vertical Silence (63′) (für 4 DJ’s, 4 Schauspieler, Feuerwehr, Mopeds, Blaskapelle, Kinderchor, Opernsänger, 2 Katerpillar, 1 LKW, Jäger mit Hunden, Motorsägen etc.; mit Tonband) - White Foam (73′04″) (für 14 Musiker, Mezzosopran, Sprecher; mit 16-Kanal-Tonband und Aktionsdarsteller) - Konzert für Klavier, Orchester und Elektronik (21′54″) - Horizontal Noise (für Bass-Klarinette, Elektronik, Blaskapelle, Kinderchor, 3 Soprane, 10 Trommler etc.) - Espirando (33′, mit Saburo Teshigawara) (für 2 Cembali, 2 Gitarren und 4 Banjos; mit Tonband) - Kadout (11′) (für Live-Elektronik) - Massacre (83′) (für Oper für 5 Sänger, 9 Musiker und Elektronik) - Crushrooms (95′, Text: Albert Ostermaier) (für 3 Sänger, 3 Sprecher, Frauenchor, 11 Instrumente und Elektronik) - Labyrinth 1+2 (55′) (für Sopran und Elektronik) - Coloured Noise (70′) (für Brachialsymphonie für 23 Musiker und Elektronik) - Im Sturm (Liederzyklus) (für Georg Nigl) - Labyrinth 3 (11′) - Das tapfere Schneiderlein (Kleine Oper für Kinder) (für 4 Sänger, Schauspieler, Bass und Elektronik) - Inwendig losgelöst (für Barockorchester, Ensemble und Elektronik) - Labyrinth 4 (für 8-Kanal-Band und Elektronik) - Mit einem lachenden Auge (10′) (für 7 Sänger, 10 Streicher und 4 Posaunen in 5 Gruppen) - Go Next (für Ensemble und Elektronik) - Kleines Requiem (für Sopran, Orgel und Elektronik) |

- Stück Nr.2 (6′06″)
- Äpfel und Birnen (6′)
- Orgelmusik (42′)
- Oboe (2′15″)
- Grand jeu (52′)
- Krummhorn (4′20″)
- Vox acuta (8′)
- Schlagstück (3′40″)
- Regentoccata (8′)
- Toccata ohne Sorge (5′30″)
- Stop playing (53′)
- Piber 2003 (51′)
- Tränenblind
- Seltsam unruhig

- Sonori (8′) (für Posaune)
- Ive 1 (16′12″) (für Tonband)
- Fractals 5 (11′05″) (für 2 Trompeten, Horn, Posaune, Tuba, Elektronik)
- Oitasitros (12′37″) (für Tonband)
- Obsoderso (22′55″) (für Alt-Saxophon und Tonband)
- Holladijodldijo (6′10″) (für Alt-Saxophon)
- Ive (15′03″) (für Alt-Saxophon und Tonband)
- Sortisatio (15′40″) (für Violoncello und Tonband)
- Histrio (3′50″) (für Violoncello)
- Tastatura (14′23″) (für Orgelpositiv, Klavier und Elektronik)
- Cantus Fractus (10′) (für Flöte, Alt-Flöte, Oboe, Kontrabass und Perkussion)
- Burleska (10′) (für Oboe)
- Mixture (30′) (für Elektronik)
- Homage a Bonbonidodonidonido (5′) (für Elektronik)
- 5 Stücke für Orgel und 7-Kanalband (24′) (für Tonband)
- Balancement (15′03″) (für Tonband)
- www.bwv.org
- Surfaces 1–5
- Fast Actions for Small Orgean

- Realtimesinfony (5′12″)
- Mir wird schlecht (20″)
- Violettes Gras (53″)
- Mimemata (20′)
- Funeral March (2′45″)
- Lied auf einem Ton (5′40″)
- Lied eines einsamen (7′25″)
- Mit dem Regen in die (11′30″)
- Impac Drullen (3′11″)
- Olongapo (8′12″)
- Fractals 2 (12′36″)
- Roxy (2′30″)
- Materials: Slow Motion 1 (7′40″)
- Quiet Moments
- Langsam mahlen (14′10″)
- Reiseis (10′)
- Sopop (58′)

- Astrologia Mundi (mit G. Saelichar, K. Dickbauer, G. Schneider)
- Fractals 11 (mit G. Schneider)
- Pat Brothers (mit W. Puschnig, L. Sharrock, W. Reisinger)
- Hirn mit Ei (mit H. Mutschlechner, K. Karlbauer)
- Call Boys Inc. (mit G. Selichar, K. Dickbauer, G. Schneider)
- Namtchylak/Mitterer (mit S. Namtchylak)
- Mitchell/Reisinger/Mitchell (mit R. Mitchell, W. Reisinger)
- Matador 1 (mit W. Reisinger und K. Dickbauer)
- The Four Seasons (mit Hōzan Yamamoto)
- Two Days Till Tomorrow (mit Tom Cora)
- Lied (mit Hans-Ola Ericsson)
- Mikado (mit W. Reisinger, K. Dickbauer und G. Breinschmid)
- Transitions 1 (mit Wolfgang Puschnig)
- Tenebre (mit Wolfgang Reisinger und Ronald Deppe)
- I:R:S: (mit Herbert Reisinger, Max Nagl, und Achim Tang)
- Carbon Copy (Tunakan/Mitterer)
- Carbon Copy und Alex Deutsch
- Badminton (mit Josef Klammer)
- Some Like it Soft (mit dem Low Frequency Orchestra)
- Running Boxes (mit Monolake)
- Box Blocks (mit Louis Sclavis und Herbert Pirker)

- Greiz (21′03″) (für 8-Kanal-Tonband (Installation))
- Zeit vergeht (55′) (für 8-Kanal-Tonband und Orgel)
- Ottenstein (3 × 60′02″) (für 16-Kanalband)
- Waldreichs (20′) (Stereo)
- TVKM (Tiroler Volkskunstmuseum)

- Drunk (Zeichentrickfilm von Hubert Sielecki)
- Nit weiter geht (Trickfilm von Hubert Sielecki)
- Chargaff (Dokumentationsfilm (Ebba Sinzinger))
- Trilogie (Trickfilm von Hubert Sielecki)
- Falter (Trickfilm von Hubert Sielecki)
- 1500 circa (Kinospot)
- Nosferatu (Live-Vertonung)
- GT (mit Günther Selichar)
- Carl Mayer (Dreiecksbeziehungen)
- Oktober (mit Doron Goldfarb)
- Northern Light Pictures (Signation)
- Phantom – Aufzeichnungen eines ehemaligen Sträflings (Stummfilm von Friedrich Wilhelm Murnau)[6]

- Nu (Serapions-Theater Wien)
- 17 und 4 (Serapions-Theater Wien)
- Der Erzbischof ist da (Contraction Wien)
- Der Irre (Theater 89 Berlin)
- Lenz (Theater 89 Berlin)
- Guernika (Serapions-Theater Wien)
- Xanadu (Serapions-Theater Wien)
- Koltes (Contraction Wien)
- Nemo Nemo Loquetur (Serapions-Theater Wien)
- Glöckner von Belgrad (50′)
- Theatermusik 4 (30′)
- Theatermusik 5 (64′)
- Musik zur Ursonate (von K. Schwitters)
- Ciao Mama (Serapions-Theater Wien)
- Battuto (für Drums, Elektronik, schreiender Männerchor, Kinderchor)
- Kirschgarten (für Theater St. Pölten)
- Nachtflug 2 (Theater an der Wien/Kabinetttheater)
- Eur.oper (Theater an der Wien/Kabinetttheater)
- Marija (Düsseldorfer Schauspielhaus)

- Nullmelodie (ORF; Brunner)
- Krok (SRG/ORF; Petschinka & Moessmer)
- Null Bytes (ORF; Eberhard Petschinka)
- Brain (ORF; Petschinka & Moessmer)
- Lady Killer (Deutschlandradio Berlin; Petschinka & Moessmer)
- Viruskonferenz (WDR/ORF; Petschinka)
- Splitter (14′25″) (DRS; Petschinka)
- Rafael Sanchez erzählt Spiel mir das Lied vom Tod (14′00″) (WDR/ORF/MDR; Petschinka & Sanchez)
- Indigenous people (14′00″) (Deutschlandradio Berlin/ORF; Petschinka)
- Goldrausch (21′47″) (SRG; Petschinka & Mairowitz)
- Schrödingers Katze (19′00″) (WDR/ORF; Bestenreiner & Petschinka)
- Casanova Matador (20′) (WDR/ORF; Petschinka & Sanchez)
- Santo Subito (mit Eberhard Petschinka)
- Nacht der Wünsche (33′; mit Petschinka)
- Blackwater Redux (28′; mit Petschinka)

## Diskografie
Erschienen bei col legno

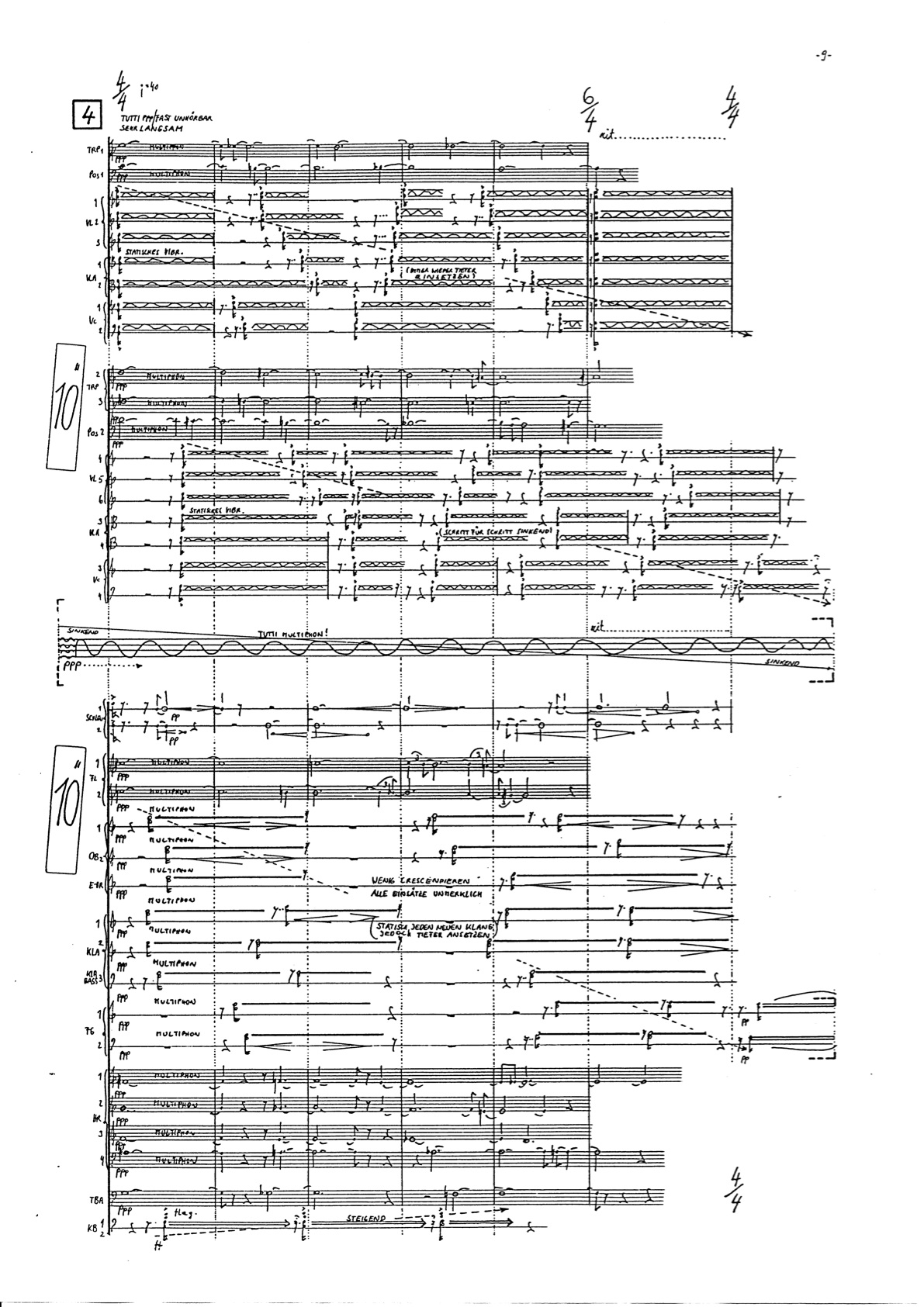
Sein Werk „Fisis“, für Orchester, fünf Solisten und drei Dirigenten

- Konzert für Klavier und Orchester (Donaueschingen; 2000)
- Mixture 5 (live; Darmstadt 2004) (für Orgel und Elektronik)
- Das tapfere Schneiderlein (kleine Oper für Kinder; 2007)
- Im Sturm (mit Georg Nigl; 2007)
- Sopop (mit Birgit Minichmayr; 2008)
- Music for checking e-mails (2009)

Erschienen bei KAIROS Music
- Coloured Noise (mit Klangforum Wien und Peter Rundel)

Erschienen bei HatHutRecords
- Radio Fractal / Beat Music (mit Patrick Pulsinger, John Schröder, Max Nagl, Herbert Reisinger …)

Erschienen bei moers music
- Obsoderso (mit Wolfgang Puschnig)
- Pat Brothers (mit Wolfgang Reisinger, Wolfgang Puschnig, Linda Sharrock)
- Call Boys Inc. I (mit Klaus Dickbauer, Günther Selichar und Gunter Schneider)

Erschienen bei LondonHALL
- Amusie

Erschienen auf wanadoo
- Masters of Zen Yamamoto/Mitterer (Shakuhachi/Orgel)

Limitierte Auflagen; erschienen auf dem selber grgündetenLabel Olongapo
- Grand jeu
- Reluctant Games
- Violettes Gras
- Mimemata
- Matador
- Turmbau zu Babel
- Call Boys Inc. II
- Two Days till tomorrow
- Dirty Tones
- I.R.S.
- Carbon Copy
- Piber 2003